# Erythroxylum catharinense
Erythroxylum catharinense är en tvåhjärtbladig växtart som beskrevs av A. Amaral. Erythroxylum catharinense ingår i släktet Erythroxylum och familjen Erythroxylaceae. Inga underarter finns listade i Catalogue of Life.